# Tricyphona (Tricyphona) livida
Tricyphona (Tricyphona) livida is een tweevleugelige uit de familie Pediciidae. De soort komt voor in het Palearctisch gebied.